# You'll Never Eat Lunch in This Town Again
You'll Never Eat Lunch in This Town Again («Nunca volverás a almorzar en esta ciudad» en español) es una memoria de Julia Phillips que detalla su carrera como productora de cine y revela los juegos de poder y el libertinaje del Nuevo Hollywood en las décadas de 1970 y 1980. Se publicó por primera vez en 1991 y se convirtió inmediatamente en una cause célèbre y un superventas. El libro fue reeditado en 2002 tras la muerte de la autora.

## Antecedentes
En sociedad con su marido Michael, Julia Phillips fue una de las productoras cinematográficas de mayor éxito de Hollywood durante la década de 1970. Su segunda película, El golpe, recaudó casi 160 millones de dólares y ganó siete premios Óscar, convirtiendo a Julia en la primera mujer en ganar un Óscar a la mejor película. Su tercera película, Taxi Driver, les valió una segunda nominación al Oscar y ganó la Palma de Oro en Cannes en 1976. En 1977 coprodujeron su película de mayor éxito financiero, Close Encounters of the Third Kind de Steven Spielberg, que recaudó 300 millones de dólares.
Sin embargo, Julia llevaba mucho tiempo entregada a un estilo de vida autodestructivo de consumo excesivo de drogas, y eso había empezado a afectar su trabajo. François Truffaut, uno de los directores más emblemáticos del cine francés, y que participó en Close Encounters como actor (interpretando a Claude Lacombe, un científico del gobierno francés a cargo de las actividades relacionadas con los ovnis en los Estados Unidos), la culpó por las dificultades presupuestarias de esa película, y finalmente fue despedida durante la posproducción debido a su dependencia a la cocaína.
Phillips, ya divorciada, pasó los siguientes años en una espiral descendente que incluyó, según su propia cuenta, gastar 120 000 dólares en cocaína, antes de entrar en terapia para recuperarse de su adicción. Luego, en 1988, después de haber estado fuera de Hollywood durante once años, vendió todos sus activos para producir The Beat, sobre un niño de un barrio difícil que intenta enseñar poesía a pandillas locales. Fue un desastre comercial y de crítica, recaudando menos de 5000 dólares en taquilla, y Phillips se dedicó a escribir sus mordaces memorias para escapar de sus dificultades financieras.

## Sinopsis
El libro comienza presentando brevemente al lector a Phillips en 1989, antes de viajar rápidamente a su infancia en el Brooklyn de los años 40. Luego cubre sus primeros años de vida y sus primeros éxitos en la industria cinematográfica: ella y Michael ganaron 100 000 dólares con su primer largometraje, Steelyard Blues, se mudaron a Malibú, California, y tuvieron una hija, Kate. Los capítulos más notorios siguen mientras Phillips disfruta de los mayores éxitos de su carrera, quizás el más infame cuando recuerda la amalgama de drogas bajo la influencia de las cuales estaba la noche en que ganó su Óscar (a diet pill, a small amount of coke, two joints, six halves of Valium, and a glass and a half of wine; «una pastilla para adelgazar, una pequeña cantidad de coca, dos porros, seis mitades de Valium y copa y media de vino»). También revela los pecadillos y vicios personales de las celebridades más importantes de Hollywood del momento, incluidos Steven Spielberg, Martin Scorsese, Richard Dreyfuss, Goldie Hawn y David Geffen. Muchas de estas personas fueron figuras fundamentales en el surgimiento del Nuevo Hollywood en las décadas de 1960 y 1970, pero Phillips se refiere despectivamente a ellas como «una galería de nerds». También se analizan con franqueza episodios posteriores de su vida, incluido el fumar pasta de cocaína y su relación abusiva con un drogadicto violento que le hizo perderse el funeral de su propia madre.
Lo más significativo, desde el propio punto de vista de Phillips, es su exposición del «club de chicos» en las altas esferas de Hollywood, donde afirmó que fue su género lo que la llevó a su máximo ostracismo. «Si hubiera sido hombre, habrían cerrado filas a mi alrededor», dijo, refiriéndose a su adicción a las drogas. «Odiaban lo de las mujeres. Y ni siquiera me consideraban una mujer, era una niña». Escribiendo sobre ella en The Independent en 2002, el crítico de cine David Thomson expresó la actitud de Phillips como: «ustedes [los de Hollywood] no toman a las mujeres en serio; les agradamos... [pero] no se nos permite ser jugadores». Esos mismos pocos hombres, como «la víbora del valle» Mike Ovitz, que dirigía la Creative Artists Agency, eran, en su opinión, responsables del descenso cualitativo de los estándares y de la creciente banalidad de las películas desde los años 1970.

## Recepción
Tras su publicación, la mayoría de los críticos coincidieron en que el libro era a la vez escandaloso y puso fin a la carrera de Phillips (incluso con una cuarta parte del manuscrito original de 1000 páginas eliminado, los abogados de Random House tardaron catorce meses en aprobar su publicación). Lewis Cole, en The Nation, lo describió como una obra «[no] escrita sino escupida, una pieza escénica vertiginosa y informe... impulsada por el despecho y la vanidad». La reseña de Newsweek lo calificó como un «grito primario de 573 páginas», mientras que un productor de Hollywood citado en el obituario de Phillips en The Independent dijo que era «la nota de suicidio más larga de la historia». En la versión documental de 2003 de Easy Riders, Raging Bulls, basada en la historia anecdótica de Peter Biskind de 1998 sobre el Nuevo Hollywood, Richard Dreyfuss recordó su furia inicial ante las revelaciones de Phillips, antes de escuchar con más cautela «una vocecita dentro de mi cabeza [que decía ] 'Richard, Richard, la verdad fue mucho peor'». A pesar de las críticas de Phillips a Steven Spielberg en el libro, Spielberg la invitó a una proyección de 1997 de Close Encounters of the Third Kind como una forma de «mantener a sus amigos cerca y a sus enemigos más cerca». El rapero Tupac Shakur cita erróneamente el título del libro en una entrevista a Vibe en 1996, afirmando brevemente que era uno de los libros que leyó recientemente. «'Nunca volverás a trabajar en Hollywood', sea lo que sea de lo que estén hablando, todas las personas que durmieron juntas».
Después de la muerte de Phillips por cáncer en 2002, Faber and Faber reeditaron el libro en edición de bolsillo, y ganó una atención renovada. Tim Appelo escribió en su tributo a Salon.com que era «mordiente, despiadado [y] superó a Capote al gritar la verdad al poder decadente», mientras que David Thomson de The Independent lo elogió como «entretenimiento compulsivo e hilarante».
Comercialmente, las memorias de Phillips se convirtieron en un enorme éxito. Rápidamente ascendió a la cima de la lista de los más vendidos de no ficción del New York Times y permaneció en el número uno durante trece semanas. Además, varios propietarios destacados de librerías de Los Ángeles informaron que era el libro que se vendía más rápido que jamás habían visto. Pero Phillips fue criticada por Hollywood y la publicación de su autobiografía le costó la oportunidad de adaptar Entrevista con el vampiro de Anne Rice con David Geffen. Además, en un ejemplo de vida que imita al arte, el preeminente restaurante de Los Ángeles, Morton's, cumplió la predicción titular del libro al rechazar su futuro patrocinio.
Poco antes de su muerte, cuando se le preguntó si había sido demasiado cruel en sus escritos, Phillips respondió: «Todos tenemos nuestros estándares. La gente se comportó de una manera fea y despreciable conmigo. No sentí ninguna limitación. Nada de lo que hice en mi libro es tan malo como cualquiera de las personas sobre las que escribí». Ella tampoco se arrepintió de su posterior expatriación y dijo: «No era una paria porque era una persona drogadicta, alcohólica, podrida y no una buena madre. Era una paria porque los golpeaba con una dura luz fluorescente y eso los volvió tan despreciables como realmente son».